# Dungal
Dungal (fl. IX secolo) è stato un religioso irlandese, conosciuto anche come Dungal di Bobbio, vissuto ai tempi di Carlo Magno.

## Biografia
Le notizie su questo monaco sono frammentarie e incerte, anche se è menzionato espressamente da Alcuino di York che si riferisce a lui come "vestrae eruditionis doctorem".
È ritenuto verosimile che fosse nativo irlandese e che visse nel nord del Sacro Romano Impero per poi spostarsi in territorio italiano.
Alcuni studiosi sostennero in passato che in realtà siano esistiti più persone passate alla storia col nome questo nome e di cui si trova traccia nelle fonti del periodo: si ha notizia nell'825 d.C. di un Durgal a Pavia in qualità di maestro, un secondo nello stesso periodo in rapporti fraterni con il poeta connazionale Sedulio Scoto e come ultimo un monaco cenobita bobbiese. Si è poi stabilito che in realtà si tratta sempre della stessa persona.
Di Dungal sappiamo per certo che era in corrispondenza con Carlo Magno. La corte dell'imperatore trasmise al monaco due missive, una delle quali è giunta ai giorni nostri mentre una seconda è perduta. Nella lettera sopravvissuta Carlo Magno interrogò lo studioso su questioni teologiche. Non è nota la risposta alla prima che affrontava una questione già analizzata da Fridugiso di Tours. Della seconda sappiamo che gli erano stati chieste informazioni astronomiche in merito ad evento occorso nell'810, ovvero un'eclissi solare. Per rispondere Dungal, che a quell'epoca di trovava presso l’Abbazia di Saint-Denis, si affida allo studioso romano Ambrogio Teodosio Macrobio, menzionando inoltre Virgilio e due noti Dottori della Chiesa: Isidoro di Siviglia e Beda il Venerabile.
Viene ritenuto plausibile un suo coinvolgimento anche nella compilazione del Computo.
Del periodo trascorso a Saint-Denis risalgono una manciata di lettere; una di queste rivolta a Teodrada, figlia dell'imperatore avuta della quarta moglie Fastrada e in seguito badessa di Argenteuil, di congratulazioni per la sua entrata in convento e non mancano componimenti poetici ed epistole in versi.
Dalla notevole collezione di manoscritti raccolti durante sua permanenza nell'abbazia nei pressi di Parigi, Dungal trarrà alcuni testi che il monaco condurrà con sé quando si dirigerà verso l'’Italia. Sei di questi sono ancora custoditi in varie biblioteche della Penisola.
Non è nota con certezza da data in cui giunse, però è certo che nel Capitolare Olonese  di re Lotario I, siamo nell'825, viene esplicitamente citato in qualità di istitutore nella città di Pavia, località in cui realizzerà su sollecitazione della corte di Ludovico il Pio i Responsa contra perversas Claudii Taurinensis episcopi sententias.
Lo scritto era incentrato sulla diatriba che stava dilaniando l'impero bizantino ovvero la venerazione delle immagini religiose e l'iconoclastia. Il Sacro Romano Impero che nel suo complesso aveva rigettato entrambe, chiedeva un'ulteriore conferma da parte della Chiesa. Sulla base di quanto già affermato in passato da diversi Padri della Chiesa, Dungal assistito anche da Giona d'Orléans, respinsero le tesi del vescovo di Torino, che fu il solo alto ecclesiastico a parlare in favore dell'iconoclastia al sinodo di Parigi (anno 825).
Nel testo si ribadisce che la devozione delle immagini, che gli iconoclasti vedono come una forma di idolatria e per questo l'avversano, è invece una pratica da favorire in quanto idonea a condurre alla salvezza eterna. A sostegno della tesi, Dungal porta il beneficio sotto forma di eventi miracolosi cui sono andati incontro i fedeli devoti, nei luoghi in cui riposano coloro che sono morti per la fede o che hanno ospitato i resti dei santi. Resta tuttavia inevasa la questione dello sfociare di questa venerazione in fanatismo idolatra.
Dei Responsa esistono un paio di esemplari, uno custodito in Francia, il secondo donato all'abbazia di san Colombano di Bobbio, forse in forma di lascito testamentario, assieme ad altri testi, che fanno parte della dotazione dei manoscritti che utilizzò per l'insegnamento quand'era a Pavia.
Dei suoi scritti ci restano alcuni tituli, delle iscrizioni, un epigramma, alcuni esametri composti in onore di santi parigini. Si ipotizza che anche i dieci esametri ancor oggi visibili sull'altare della basilica milanese di Sant’Ambrogio siano opera del Dungal. Certa è l'attribuzione al monaco irlandese del proprio epitaffio.
Non ci sono giunte informazioni in merito alla scomparsa del religioso.
Si può ricordare che in passato si è anche dubitato che Durgail fosse l’ignoto autore, detto l"Hibernicus exul", che scrisse carmi presso l’Abbazia di Saint-Denis, mentre sembra ormai accertato che si tratta di altra persona, forse di nome Dicuil.

## Opere
- Responsa contra perversas Claudii Taurinensis episcopi sententias